# Carl Bertelsen
Carl Andreas Clausen Bertelsen (født 15. november 1937 i Haderslev, død 11. juni 2019) var en dansk landsholdsspiller i fodbold. Han var en målfarlig centerforward.
Carl Bertelsen spillede i Haderslev, inden han i 1962 skiftede til Esbjerg fB. I sine to sæsoner i EfB var han med til at vinde DM-guld i 1962 og 1963 samt pokalmesterskabet i 1964. I sin tid i klubben spillede han 86 kampe og scorede 51 mål, og han blev udpeget som årets pokalfighter i pokalfinalen 1964.
Efter ni kampe for EfB blev Carl Bertelsen udtaget til det danske A-landshold, hvor han i alt spillede 20 kampe og scorede 9 mål. Han var blandt andet med til Nations Cup (svarede til det nuværende EM) i 1964, hvor han scorede Danmarks eneste mål, som faldt i bronzekampen mod Ungarn; der deltog blot fire hold ved turneringen, og Danmark sluttede sidst. Han var også med på det udvalgte nordiske hold, der mødte resten af Europa i en kamp ved DBU's 75 års jubilæum. Da han blev professionel, blev han ikke længere udtaget til landsholdet i en periode, hvor det kun bestod af amatørspillere.
Han spillede senere for Morton FC, Dundee FC og Kilmarnock FC, inden han vendte hjem og spillede sine sidste som amatør i OB. Desuden efterfulgte en trænerkarriere i Skt. Klemens IF (spillende træner), i Middelfart Boldklub samt i Svendborg Boldklub. og Boldklubben Marienlyst. 
I sit civile liv var Bertelsen uddannet folkeskolelærer og underviste, indtil han blev professionel. Da han vendte tilbage til Danmark i 1968, genoptog han dette arbejde, nu på Fyn, hvor han boede til sin død.